# Conchocarpus ovatus
Conchocarpus ovatus är en vinruteväxtart som först beskrevs av A. St.-hil. & Tul., och fick sitt nu gällande namn av J. A. Kallunki & J. R. Pirani. Conchocarpus ovatus ingår i släktet Conchocarpus och familjen vinruteväxter. Inga underarter finns listade i Catalogue of Life.